# 厄瓜多爾中部山脈
厄瓜多爾中部山脈（Cordillera Real），是厄瓜多爾的山脈，屬於安第斯山脈的一部分，其中包括安蒂薩納火山、科托帕希峰和卡揚貝火山，最高點海拔高度5,897米。
0°41′9″S 78°4′24″W / 0.68583°S 78.07333°W